# Berthold bajor herceg
Berthold (900 körül – 947. november 23.) bajor herceg 938 és 947 között valamint Karintia grófja 927-től.

## Élete
Luitpold bajor herceg és Sváb Kunigunda fia. A bajor hercegi címre Ottó király emelte, miután Berthold fivére, Arnulf meghalt, unokatestvérét, Eberhardot pedig megfosztották címétől. Berthold a 938-as csatározások idején tanúsított függetlenségének köszönhette a császár támogatását. A hercegi cím háborítatlan birtoklásának, azaz a császári jóváhagyás fejében Berthold lemondott területén a püspökválasztásról és a királyi birtokok kezelésében is kevesebb szabadsága volt.
943. augusztus 12-én Berthold győzelmet aratott az újonnan betörő magyarok felett Wels mellett.
Bármennyire is hűséges volt Berthold a német királyhoz, utódjául mégsem fiát, Henriket, hanem Ottó fivérét, I. Henriket jelölték a bajor hercegi címre. Berthold fia, Ifjú Henrik csak később, II. Ottó királysága alatt kapta meg a karintiai hercegi (976–978 és 985–989 között), valamint a bajor hercegi (983–985 között) címet. 930-ban megkapta a Vintschgau hercegi címet.
Berthold jelentős sikereket aratott a későbbi stájerországi területek térítésében.
Berthold herceg földi maradványai Niederalteich városának temetőjében nyugszanak.

## Családja
A családi kötelékeket Berthold először a német királyi család felé szeretett volna kiépíteni Ottó nővérének, Gerbergának feleségül vételével, a frigy azonban nem valósult meg. Ehelyett egy bajor nemes hölgyet, Biletrudot vette feleségül.
A feltételezhetően második házasságából született gyermekei:
- III. „Ifjú” Henrik bajor és karintiai herceg
- Wiltrud
- Kunigunda